# Xavier Marchand
Xavier Marchand (Francia, 4 de agosto de 1973) es un nadador francés retirado especializado en pruebas de cuatro estilos, donde consiguió ser subcampeón mundial en 1998 en los 200 metros estilos.

## Carrera deportiva
En el Campeonato Mundial de Natación de 1998 celebrado en Perth (Australia), ganó la medalla de plata en los 200 metros estilos, con un tiempo de 2:01.66 segundos, tras el neerlandés Marcel Wouda  (oro con 2:01.18 segundos) y por delante del estadounidense Ron Karnaugh (bronce con 2:01.89 segundos).